# Summertime Blues
«Summertime Blues» — песня американского автора-исполнителя в жанре рок-н-ролл Эдди Кокрана. Композиция занимает 74 позицию в списке 500 величайших песен всех времён по версии журнала Rolling Stone.

## О песне
Композиция была написана Эдди Кокраном в соавторстве с Джерри Кэйпхартом. Основой послужил жёсткий гитарный рифф Кокрана, который понравился Кейпхарту, и тот убедил гитариста создать из него законченную песню. За короткое время композиция была готова и на следующий день записана в студии. Повествование в песне ведётся от лица молодого человека, вынужденного «работать всё лето, чтоб заработать доллар» (англ. …workin' all summer just to try to earn a dollar). Он не может пойти на свидание с девушкой, так как босс ему говорит, что он должен работать допоздна; на этой почве у него возникают конфликты и с родителями:

Мама с папой мне сказали: «Сынок, ты должен заработать денег,
Если захочешь взять на воскресенье машину».
Я не пошёл на работу — сказал боссу, что заболел.
«Ты ни грамма не работал, а значит, не получишь машины».
Оригинальный текст (англ.)Well, my mom and pop told me, "Son, you gotta make some money

If you want to use a car to go ridin' next Sunday".

Well I didn't go to work, told the boss I was sick.

"Well you can't use the car 'cause you didn't work a lick".

Молодой человек собирается пожаловаться на свою проблему в ООН. Он позвонил конгрессмену, но тот сказал: «Рад бы помочь, сынок, но ты слишком молод, чтобы голосовать» (англ. I’d like to help you, son, but you’re too young to vote).

Таким образом, Кокран затрагивает в песне социальную проблематику, не характерную для рок-н-ролла пятидесятых, хотя и подаёт её с изрядной долей иронии.

## Влияние
На композицию было сделано множество кавер-версий различных музыкантов и музыкальных коллективов. Среди тех, кто записывал свою версию песни: Blue Cheer, The Who, The Beach Boys,  Алан Джексон, Дик Дэйл, Оливия Ньютон-Джон, The Flying Lizards, Левон Хелм, The Flaming Lips, T. Rex и многие другие.
В 2005 году британский музыкальный журнал Q поместил композицию на 77 позицию в списке «100 лучших гитарных песен».

## Позиции в чартах
| Чарт (1958)            | Наивысшая Позиция |
| ---------------------- | ----------------- |
| Austrian Singles Chart | 18                |
| UK Singles Chart       | 18                |
| US Billboard Hot 100   | 8                 |

## Участники записи
- Эдди Кокран — гитара, вокал, хлопки
- Конни Смит — бас
- Эрл Палмер[англ.] — ударные